# Super-Science Fiction
Super-Science Fiction est un magazine de science-fiction américain, publié de 1956 à 1959 sous la direction de W. W. Scott chez Feature Publications.
Deux jeunes auteurs prometteurs, Robert Silverberg et Harlan Ellison, ont déjà vendu à Scott des récits policiers pour ses autres magazines, Trapped et Guilty. Rapidement, ils élargissent leur collaboration en proposant également des nouvelles de science-fiction. Tout au long de la courte existence de Super-Science Fiction, Scott publie de nombreux récits signés par ce duo ; Silverberg, en particulier, figure dans chaque numéro, souvent avec deux ou trois histoires, parfois même jusqu'à quatre. Le reste du contenu provient essentiellement d'agents littéraires et comprend majoritairement des manuscrits refusés par d'autres revues. Toutefois, Scott parvient à obtenir deux nouvelles importantes d'Isaac Asimov, un pilier incontournable de la science-fiction.
Après quelques années, Feature Publications modifie la ligne éditoriale du magazine en misant sur les récits de monstres, cherchant ainsi à profiter de la popularité grandissante de Famous Monsters of Filmland. Quatre numéros supplémentaires paraissent alors, chacun centré sur une créature monstrueuse. Cependant, en octobre 1959, Feature décide d'arrêter la publication de Super-Science Fiction. Malgré une réception critique mitigée, le magazine joue un rôle clé dans la formation de plusieurs auteurs majeurs, notamment Robert Silverberg, qui reconnaît que ses contributions à Super-Science Fiction et à d'autres revues d'aventure lui ont offert une véritable « école d'écriture », lui permettant de perfectionner son art littéraire.

## Historique de publication
En 1940, Feature Publications lance Prize Comics, marquant le début d'une série de magazines de super-héros qui rencontrent rapidement un grand succès, avec notamment Frankenstein Comics et Headline Comics. Cependant, l'adoption du Comics Code en 1954 oblige Feature à arrêter la publication de ces trois titres à la fin de l'année 1956. En remplacement, la maison d'édition mise sur deux magazines policiers : Trapped, publié sous le label Headline, et Guilty. Ces deux revues sont confiées à William W. Scott, qui rejoint Feature après la fermeture de Fiction House en 1955. À la fin de 1956, Feature enrichit sa collection Headline avec le lancement de Super-Science Fiction, dont la direction éditoriale revient à Scott, bien qu'il ne soit pas spécialiste du genre. D'après les souvenirs de Robert Silverberg, cette initiative vient directement de Scott, qui convainc Feature d'investir dans ce nouveau projet éditorial. Scott instaure une rémunération compétitive de deux cents le mot pour les textes de fiction et les articles, ce qui permet à Super-Science Fiction de se positionner parmi les revues majeures de science-fiction de l'époque. Cette stratégie reflète la volonté de Feature Publications de s'adapter aux évolutions du marché tout en maintenant une qualité éditoriale capable d'attirer auteurs et lecteurs,.

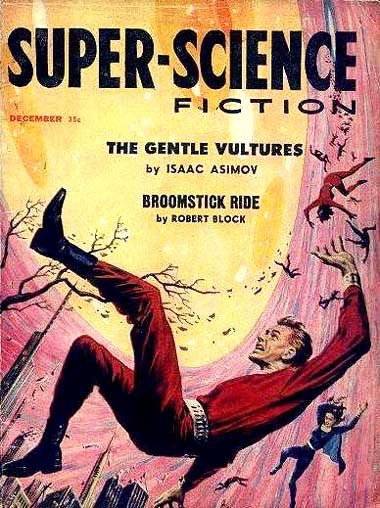
Couverture du numéro de décembre 1957, illustrée par Frank Kelly Freas.

Dans les années 1950, les magazines de science-fiction connaissent une expansion rapide, avec le lancement de dizaines de nouveaux titres tout au long de la décennie,. Cependant, à l'aube des années 1960, le marché évolue progressivement, favorisant les livres de poche au détriment des revues de fiction. Par ailleurs, la popularité croissante de la télévision et des bandes dessinées freine la réussite commerciale des magazines de science-fiction. La distribution, élément clé pour assurer une présence régulière en kiosque, devient particulièrement fragile après la liquidation en 1957 d'un acteur majeur du secteur, l'American News Company. Super-Science Fiction bénéficie cependant d'un réseau de distribution indépendant, ce qui lui permet d'éviter les effets les plus dévastateurs de cette crise. Malgré cela, la perturbation généralisée de la chaîne de distribution complique la disponibilité en kiosque des magazines plus modestes, dont la présence devient souvent aléatoire.
Vers la fin des années 1950, l'intérêt du public se porte avec enthousiasme sur les films de science-fiction centrés sur des monstres, comme Godzilla ou L'Attaque de la femme de 50 pieds. Dans ce contexte, le magazine Famous Monsters of Filmland rencontre un succès fulgurant, incitant l'apparition de titres concurrents tels que Monster Parade et Monsters and Things, désireux de profiter de cette tendance,. Pour s'adapter, William W. Scott transforme le numéro d'avril 1959 de Super-Science Fiction en un « numéro spécial monstres » et ajoute un bandeau « Monster » sur toutes les couvertures suivantes. Cette stratégie ne rencontre pas le succès escompté. Après seulement trois numéros supplémentaires, Feature Publications décide d'arrêter définitivement la parution du magazine. Aucune anthologie intégrale des récits publiés dans Super-Science Fiction n'est jamais éditée, mais, en 2012, une sélection de nouvelles de Robert Silverberg issues du magazine paraît sous le titre Tales from Super-Science Fiction. L'ouvrage s'ouvre sur une préface dans laquelle l'auteur revient sur son expérience et sa collaboration avec la revue.

## Contenu
En 1956, Harlan Ellison habite dans le quartier nord de Manhattan, au même adresse que Robert Silverberg et Randall Garrett. Au début de l'année, il soumet à William W. Scott plusieurs récits refusés par Manhunt, un magazine policier majeur. Scott accepte ces textes pour ses revues Trapped et Guilty. Dès lors, Ellison et Silverberg deviennent des contributeurs réguliers pour Scott. Durant l'été, Scott leur révèle qu’il a convaincu Feature Publications de lancer un magazine de science-fiction qui offre une rémunération aussi élevée que celle des magazines policiers. Fin juin, Silverberg vend à Scott la nouvelle Catch 'Em All Alive, publiée dans le premier numéro de Super-Science Fiction, ainsi que plusieurs courts textes non fictionnels que Scott utilise pour remplir les espaces en bas de page. Ellison figure aussi dans ce numéro inaugural avec Psycho at Mid-Point, aux côtés d'Henry Slesar, qu'il a lui-même recommandé à Scott. Dans son éditorial d'ouverture, Scott annonce une ligne éditoriale centrée sur des personnages humains et combatifs. Il affirme : « L'Homme du futur conquérra l'univers à la force de ses poings et de sa fureur ! ». Toutefois, les historiens de la science-fiction Mike Ashley et Milton Subotsky soulignent un décalage entre cette ambition proclamée et la réalité des premiers récits publiés, où les héros échouent, meurent ou sombrent dans la folie,.
Au milieu et à la fin des années 1950, Robert Silverberg et Harlan Ellison contribuent massivement aux magazines de science-fiction en activité. Ensemble, ils fournissent à William W. Scott près de 40 % des récits publiés dans Super-Science Fiction,,,. Parallèlement, Silverberg enrichit également la revue avec des textes non fictionnels, utilisés pour combler les espaces éditoriaux. Plusieurs agents littéraires, dont Harry Altshuler et Scott Meredith, envoient à Scott des manuscrits précédemment rejetés par d'autres publications,. Silverberg se rappelle avoir surpris Scott, hilare dans son bureau, face à un manuscrit dont l'historique d'envois joint par erreur révélait dix-huit refus depuis 1947, avant d'être finalement rejeté à nouveau par Scott. En 1957, Ellison est appelé sous les drapeaux, tandis que Silverberg bénéficie d'une exemption universitaire qui lui permet de poursuivre sa production littéraire. Il vend alors trente-six nouvelles à Scott, sans qu'aucune ne soit refusée,. Une exception importante à la règle des récits rejetés est Isaac Asimov. En pleine transition vers une carrière d'écrivain professionnel, il cherche de nouveaux débouchés pour ses œuvres. Scott lui propose un tarif attractif de quatre cents le mot et achète deux nouvelles : The Gentle Vultures et All the Troubles of the World, cette dernière mettant en scène Multivac, le superordinateur de l'univers d'Asimov,,,. Avec l'apparition du bandeau « Monster » en couverture, chaque histoire devait désormais inclure une créature monstrueuse. Silverberg continue alors d'écrire pour Scott jusqu'à la fin du magazine et signe douze récits pour les quatre derniers numéros à thème monstrueux, la plupart sous pseudonyme.
Pendant qu'Alvin Silverberg écrit des récits d'action et d'aventure pour W. W. Scott et d'autres éditeurs, il développe parallèlement des histoires plus sophistiquées destinées à des revues majeures de science-fiction comme Galaxy et Astounding. Il considère néanmoins que ses récits d'aventure spatiale ont été un véritable terrain d'entraînement pour affiner son art d'écrivain, tout en lui procurant un plaisir certain. Silverberg confesse avoir toujours nourri une attirance secrète pour la science-fiction populaire. Dès lors, quand il obtient la chance de composer une série d'histoires courtes et dynamiques pour Super-Science Fiction, il saisit cette opportunité avec un enthousiasme marqué. Parmi ses œuvres pour cette publication figurent Creatures of Green Slime et Beasts of Nightmare Horror. Ironiquement, le critique Mike Ashley souligne que le talent de Silverberg l'empêche d'écrire des récits aussi médiocres que leurs titres sensationnalistes pourraient le laisser penser.

## Réception
Mike Ashley qualifie la sélection de Scott de « mélange déconcertant », tout en mettant en lumière quelques exceptions remarquables, notamment deux nouvelles d'Harlan Ellison publiées dans le deuxième numéro : Mission: Hypnosis et The Untouchable Adolescents. Il vante également deux autres textes du même numéro, Death of a Mutant de Charles de Vet et Every Day is Christmas de James E. Gunn. Cependant, dès ce numéro, la qualité des récits chute rapidement, selon Ashley. Malgré cela, il reconnaît que Super-Science Fiction est parvenu à conserver un certain intérêt grâce à quelques bonnes histoires, même si elles étaient souvent entachées de déceptions. Il cite notamment Worlds of Origin de Jack Vance, issu de la série Magnus Ridolph, ainsi que All the Troubles of the World d'Isaac Asimov, parmi les textes les plus marquants. Pour sa part, Subotsky critique l'incapacité de Scott à discerner la bonne fiction de la mauvaise, un défaut qui conduit à la publication d'une revue que le critique Brian Stableford qualifie de « médiocre ». Ashley suggère que l'orientation tardive du magazine vers les récits de monstres pourrait avoir séduit les amateurs de films du même genre, mais que, dans l'ensemble, Super-Science Fiction est apparu comme un périodique superflu. Il arrive en effet à la fin d'une vague d'intérêt pour les magazines de science-fiction, à la fin des années 1950, période où les lecteurs se tournent de plus en plus vers les livres de poche.

## Détails bibliographiques
La revue, publiée par Feature Publications via sa filiale Headline, est éditée par W. W. Scott pendant toute sa durée, soit dix-huit numéros. Le premier numéro paraît en décembre 1956 et la publication suit un rythme bimestriel jusqu'à sa fin en octobre 1959. La numérotation des volumes est strictement régulière, répartie en trois volumes composés chacun de six numéros,.